# فالميكي نغر (فيدهن سبها كنستيتونسي)
فالميكي نغر (بالإنجليزية: Valmiki Nagar (Vidhan Sabha constituency))‏ هي منطقة سكنية تقع في الهند في Valmiki Nagar.